# Pyatan insperatum
 (août 2021).
Genre
Espèce
Pyatan insperatum, unique représentant du genre Pyatan, est une espèce d'opilions laniatores de la famille des Gonyleptidae.

## Distribution
Cette espèce est endémique du Brésil. Elle se rencontre dans les États de São Paulo et de Rio de Janeiro.

## Description
Pyatan insperatum mesure de 9,26 à 10,58 mm.

## Publication originale
- DaSilva & Gnaspini, 2010 : « A systematic revision of Goniosomatinae (Arachnida : Opiliones : Gonyleptidae), with a cladistic analysis and biogeographical notes. » Invertebrate Systematics, vol. 23, no 6, p. 530–624.